# Tomas Pettersson
Tomas Pettersson (n. 15 mai 1947, Alingsås, Älvsborg County⁠(d), Suedia) este un ciclist de performanță ce a reprezentat Suedia, medaliat olimpic. A participat la o ediție a Jocurilor Olimpice (1968) în care a câștigat o medalie de argint.

## Participări
Lista de mai jos prezintă principalele competiții la care a participat Tomas Pettersson de-a lungul carierei.
- Ciclismo en los Juegos Olímpicos de 1968 – pruebas cronometradas del equipo masculino[*]